# Ґерд-Уласт
Ґерд-Уласт (перс. گرداولاست) — село в Ірані, у дегестані Ґураб-Пас, в Центральному бахші, шагрестані Фуман остану Ґілян. За даними перепису 2006 року, його населення становило 99 осіб, що проживали у складі 29 сімей.

## Клімат
Середня річна температура становить 11,75°C, середня максимальна – 26,39°C, а середня мінімальна – -4,13°C. Середня річна кількість опадів – 498 мм.
| Клімат поселення                              | Клімат поселення | Клімат поселення | Клімат поселення | Клімат поселення | Клімат поселення | Клімат поселення | Клімат поселення | Клімат поселення | Клімат поселення | Клімат поселення | Клімат поселення | Клімат поселення | Клімат поселення |
| Показник                                      | Січ.             | Лют.             | Бер.             | Квіт.            | Трав.            | Черв.            | Лип.             | Серп.            | Вер.             | Жовт.            | Лист.            | Груд.            |                  |
| Середній максимум, °C                         | 8,30             | 7,78             | 8,77             | 14,85            | 20,90            | 25,41            | 26,39            | 26,30            | 22,28            | 19,30            | 12,62            | 8,47             |                  |
| Середня температура, °C                       | 2,35             | 1,82             | 2,82             | 8,90             | 14,96            | 19,46            | 22,28            | 22,20            | 18,18            | 15,20            | 8,53             | 4,36             |                  |
| Середній мінімум, °C                          | −3,61            | −4,13            | −3,14            | 2,94             | 9,00             | 13,50            | 18,18            | 18,10            | 14,09            | 11,10            | 4,42             | 0,26             |                  |
| Норма опадів, мм                              | 41               | 37               | 63               | 66               | 37               | 18               | 14               | 17               | 36               | 52               | 50               | 67               |                  |
| Середньомісячна швидкість вітру, м/с          | 2.06             | 2.37             | 2.48             | 2.50             | 2.21             | 1.92             | 2.25             | 2.10             | 1.84             | 2.02             | 1.98             | 1.88             |                  |
| Середньомісячна сонячна радіація, кДж/м²·день | 7199             | 9589             | 11779            | 16010            | 19676            | 22191            | 22889            | 19661            | 16258            | 11595            | 8878             | 6947             |                  |
| --------------------------------------------- | ---------------- | ---------------- | ---------------- | ---------------- | ---------------- | ---------------- | ---------------- | ---------------- | ---------------- | ---------------- | ---------------- | ---------------- | ---------------- |
| Джерело:                                      |                  |                  |                  |                  |                  |                  |                  |                  |                  |                  |                  |                  |                  |